# The Banana Trade
The Banana Trade er en dansk dokumentarfilm fra 1958.